# Даникеев, Оскен
Оскен Даникеев (21 декабря 1934, Чон-Джар — 14 августа 2025) — советский и киргизский писатель, член Союза писателей СССР (1966), почётный гражданин Бишкека.

## Биография
Оскен Даникеев родился в селе Чон-Джар, Сокулукский район, Киргизская ССР, в семье колхозника. Рано осиротел, воспитывался в интернате при киргизской школе № 5 имени А. С. Пушкина во Фрунзе. В 1956 году окончил Московский горный институт.
В 1956—1960 годах работал инженером на рудниках Киргизского горно-обогатительного комбината, в 1960 году назначен старшим инженером по угольной промышленности совнархоза Киргизской ССР. В 1962 году был приглашён во Фрунзенский педагогический институт, где на протяжении 12 лет занимался научно-педагогической работой.
В 1975—1977 годах учился на Высших литературных курсах при Союзе писателей СССР в Москве. С 1977 года был заведующим отделом в редакции журнала «Ала-Too», работал литературным консультантом в правлении Союза писателей Киргизской ССР, а в 1984 году стал одним из его секретарей. Член КПСС с 1982 года.
Даникеев прославился благодаря своей дебютной книге — повести «Кыздын сыры» (рус. Тайны девушки), опубликованной в 1964 году. Писал романы, повести, рассказы, драмы, которые пользовались популярностью у читателей. Перевёл на киргизский язык ряд классических произведений русской, советской и зарубежной литературы. Произведения Даникеева издавались на русском языке, некоторые публиковались в союзных республиках, за границей.
Повесть «Тайны девушки» стала основой для сценария полнометражного художественного фильма Джали Соданбека «Не ищи объяснения». За роман «Кокей кести» Даникеев был награждён Государственной премией Киргизской ССР имени Токтогула Сатылганова (1986).
Награждён орденом «Знак Почёта», медалью «За доблестный труд. В ознаменование 100-летия со дня рождения В. И. Ленина», Почётными грамотами Верховного Совета Киргизской ССР, Отличник народного образования Киргизской ССР, Отличник культурного шефства над Вооружёнными Силами СССР.
14 августа 2025 года со ссылкой на Министерство культуры было сообщено о смерти Оскена Даникеева. Был похоронен на кладбище «Ала-Арча».

## Работы
на киргизском языке
- Кыздын сыры: Повесттер жана ангемелер. — Ф.: Кыргызмамбас, 1964, — 187 б. Тайна девушки.
- Сыйкырдуу таш. — Ф.: Мектеп, 1965. — 72 б. Таинственный камень.
- Өмүр белестери: Повесттер. — Ф.: Мектеп, 1970. — 208 б. Рубежи жизни.
- Кызыл аска: Повесттер, драма жана ангемелер. — Ф.: Кыргызстан, 1979, — 268 б. Красная скала.
- Көз ирмемдеги өмүр: Роман. — Ф.: Мектеп, 1981. — 256 б. Жизнь мгновений.
- Көкөй кести: Роман жана повесттер. — Ф.: Кыргызстан, 1984. — 424 б. Дни невзгод.

на русском языке
- Сердце матери: Повести. — Ф.: Кыргызстан, 1968. — 252 с.
- Юный Кутуйан: Роман, повести, рассказ. — Ф.: Кыргызстан, 1988. — 368 с.
- Жизнь-мгновение. В дни невзгод: Романы. Пер. с кирг. Лебедевой Л., Бондаренко Л. Худож. Виноградова И. — М.: Советский писатель, 1989. С. 496.

на таджикском языке
- Девичий секрет: Повесть. — Душанбе: Маориф, 1982. — 75 с. — тадж.